# Тадевосян, Гагик Агасиевич
Гагик Агасиевич Тадевосян (арм. Գագիկ  Թադևոսյան, 29 июня 1950, Ереван) — бывший депутат парламента Армении.
- 1968—1973 — Ереванский политехнический институт. Инженер-энергетик.
- 1973—1985 — работал в ВЛКСМ, как заведующий сектором, заместителем начальника отдела. Лидер армянского студенческого движения.
- 1985—1990 — работал на заводе «Ереван-шин», а в 1990—1995 — директор завода, глава механическо-энергетического и транспортного управления.
- 1995—1997 — заместитель директора АО «Армения-строитель».
- 1997—1999 — был директором ОАО «Ереван-шин».
- 1995—1999 — депутат парламента. Член постоянной комиссии по вопросам науки, образования, культуры и молодёжи. Член партии «КПА».
- 1999—2003 — избран депутатом парламента. Председатель постоянной комиссии по социальным вопросам, здравоохранению и экологии. Секретарь «КПА».
- С 2003 — член партии «Национальное единение».
- 5 августа 2014 назначен заместителем министра транспорта и связи Армении.

Умер 13 января 2024 года.